# Elias James Corey
Elias James Corey (Methuen, 12 luglio 1928) è un chimico statunitense che ricevette nel 1990 il Premio Nobel per la chimica "per lo sviluppo della teoria e della metodologia della sintesi organica", in particolare per quanto riguarda l'analisi retrosintetica.
È considerato da molti uno dei più grandi chimici viventi, avendo fatto progredire notevolmente il campo della sintesi organica grazie allo sviluppo di numerosi reagenti, metodi e sintesi complete di composti organici biologicamente attivi.

## Biografia
James Corey (il cognome ha origini libanesi e deriva dal nome di famiglia Khoury che in arabo significa prete) nasce da immigrati libanesi di religione cristiana a Methuen, una città a circa 50 km da Boston, nello stato del Massachusetts. La madre Fatina Hasham (1900-1970) sostituisce il nome "William" con "Elias" per ricordare il marito, un uomo d'affari di successo, morto diciotto mesi dopo la nascita del figlio. La famiglia, composta dalla madre, dal fratello, da due sorelle e dagli zii materni (Naciby, morta nel 1960 e John Saba, morto nel 1957), vive in una casa spaziosa e lotta per sopravvivere economicamente durante gli anni della Grande depressione.
Da ragazzino, Corey è alquanto indipendente e pratica sport come il baseball e il football, oltre all'escursionismo piuttosto che dedicarsi a lavori manuali. Frequenta una scuola elementare cattolica e le scuole superiori pubbliche a Lawrence.
All'età di 16 anni, nel luglio del 1945, Corey si iscrive al Massachusetts Institute of Technology. Prima di iniziare la carriera universitaria, la sua unica esperienza nel campo della Scienza è con la matematica e allora decide di seguire un corso di laurea in ingegneria elettronica ma al secondo anno di studi, dopo l'esame di chimica, ripensa ai suoi piani per il futuro e intraprende lo studio della chimica, ottenendo sia la laurea (nel 1948) che il dottorato di ricerca (nel 1951) sotto la supervisione del professor John C. Sheehan, lavorando sul pionieristico programma di ricerca sulle penicilline sintetiche.
Dopo il conseguimento del dottorato, gli viene offerto un posto all'Università dell'Illinois - Urbana-Champaign. Sempre all'Università dell'Illinois, nel 1952 viene iniziato come membro dell'Alpha Chi Sigma, una confraternita che ha come obiettivo il riunire gli studenti e i professionisti legati al mondo della chimica. Durante i primi tre anni di attività all'Università dell'Illinois, si dedica alla ricerca nel campo della chimica fisica organica, in particolare per quanto riguarda l'applicazione della teoria degli orbitali molecolari per investigare gli stati di transizione di diverse reazioni dal punto di vista tridimensionale (ad esempio, dal punto di vista stereochimico). Solamente a partire dal 1954, nominato ricercatore e costituito un piccolo gruppo di ricerca, dà inizio a progetti sperimentali più complessi, relativi alla determinazione strutturale, alla stereochimica e alla sintesi di composti naturali. Grazie ai numerosi successi di queste sue ricerche, nel 1956 viene nominato professore ordinario di chimica e allarga i campi di interesse alla sintesi enantioselettiva, ai complessi metallici e alla chimica enzimatica.
Nel 1957 vince una borsa di studio Guggenheim e viene invitato da Robert Woodward a trascorrere un periodo all'Università di Harvard. In quei mesi, a causa della dolorosa perdita dello zio, Corey si immerge nello studio e partorisce le idee chiave relative a una visione generale e razionale della sintesi organica, idee notevolmente apprezzate da Woodward e che applica per la sintesi del longifolene, un terpene presente in alcune resine dei pini.
Nella primavera del 1959 accetta un'offerta dall'Università di Harvard dove attualmente è professore emerito di chimica organica e supervisiona un vasto programma di ricerca che si occupa della sintesi di molecole complesse bioattive, di chimica organometallica, dello sviluppo di nuovi metodi di sintesi, della catalisi molecolare, di chimica bioorganica ed enzimatica, dell'utilizzo dei computer nell'analisi retrosintetica e dell'utilizzo delle prostaglandine e di altri eicosanoidi in ambito medico.
Nel settembre del 1961 sposa Claire Higham e hanno tre figli: David Reid, John e Susan.
Ha affermato di aver scelto di lavorare nel campo della chimica per via della "sua bellezza intrinseca e la sua grande rilevanza per la salute umana". È stato consulente della Pfizer per più di 50 anni.
Nel 1988 gli viene conferita dal presidente degli Stati Uniti la National Medal of Science e nel 2004 la Medaglia Priestley, il più grande riconoscimento dell'American Chemical Society.

## Contributi significativi

### Reagenti

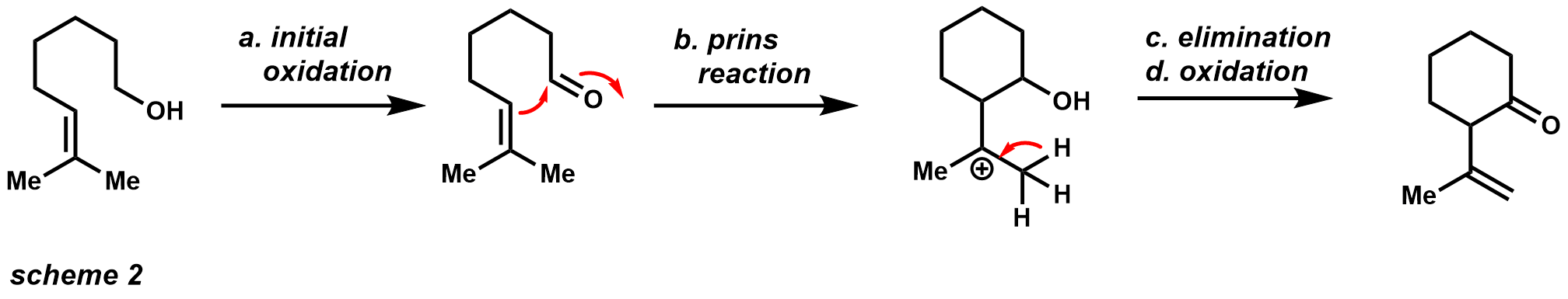
Ciclizzazione del 7-metil-6-ottenolo a 2-(1-metiletenil)cicloesanone (2-isopropenil-cicloesanone).

- Il clorocromato di piridinio (PCC), noto anche come reattivo di Corey-Suggs, è largamente utilizzato per l'ossidazione degli alcoli ai corrispondenti chetoni e aldeidi[3]. Questo reagente presenta diversi vantaggi rispetto agli altri ossidanti tra cui il fatto che si trova sotto forma di un solido giallo non molto igroscopico, è stabile all'esposizione all'aria ed è di facile preparazione. Nelle ossidazioni è sufficiente utilizzare un moderato eccesso di questo reattivo (circa 1,5 equivalenti molari) ottenendo rese pari o superiori a quelle ottenibili con il reattivo di Collins (un ossidante molto utilizzato in passato, di difficile preparazione e gestione) impiegando fino a 6 equivalenti.

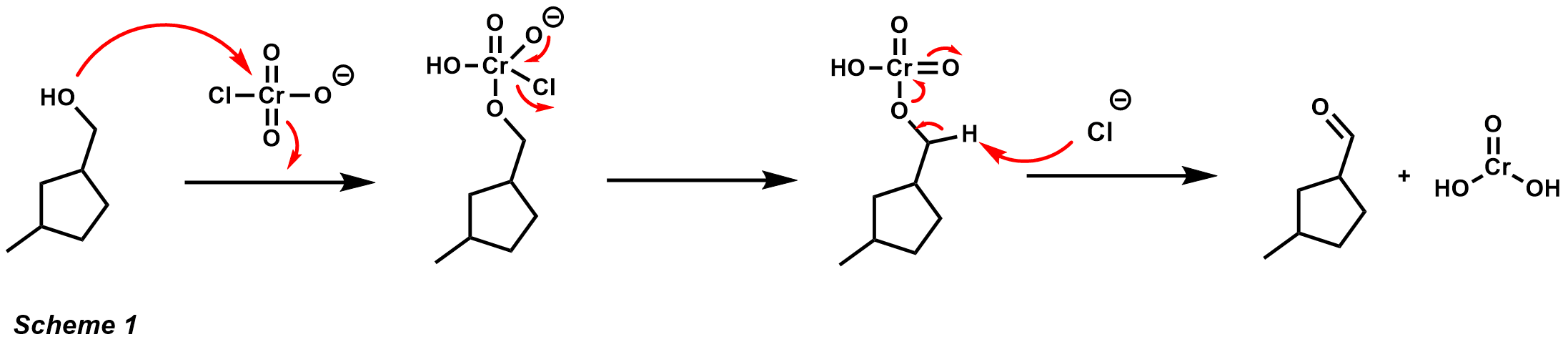
Ossidazione del (3-metilciclopentil)metanolo a 3-metilciclopentancarbaldeide.

Il meccanismo d'azione prevede che l'alcol, in quanto nucleofilo, attacchi l'atomo di cromo esavalente e sposti il cloro formando uno ione cloruro che successivamente agisce da base strappando un protone al substrato e permettendo la formazione dell'aldeide e del composto del cromo(IV):Ossidazione del (3-metilciclopentil)metanolo a 3-metilciclopentancarbaldeide.Il carattere leggermente acido del reagente lo rende utile nelle reazioni di ciclizzazione con alcoli e alcheni[4]. In seguito alla prima ossidazione, l'aldeide formatasi può subire una reazione di Prins con l'alchene limitrofo che porta alla formazione di un chetone ciclico, previa eliminazione e successiva ossidazione. Nel caso in cui il chetone fosse un prodotto indesiderato, si utilizza dell'acetato di sodio in polvere come tampone così da bloccare la seconda ossidazione.Ciclizzazione del 7-metil-6-ottenolo a 2-(1-metiletenil)cicloesanone (2-isopropenil-cicloesanone).Il clorocromato di piridinio si è dimostrato essere un valido agente ossidante anche nel campo della sintesi totale. Ad esempio, permette di effettuare un riarrangiamento ossidativo di Babler-Dauben con un alcol terziario attraverso un riarrangiamento sigmatropico [3,3][5].

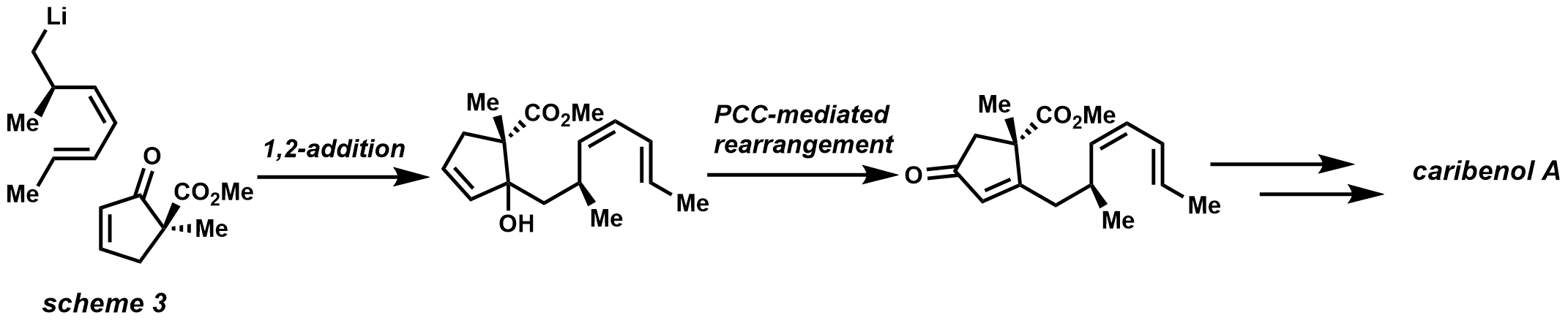
Riarrangiamento sigmatropico [3,3] nella sintesi totale del caribenolo A.

- Il tert-butildimetilsililetere (TBS)[6], il triisopropilsililetere (TIPS) e il metossietossimetiletere (MEM) sono gruppi protettivi per gli alcoli molto comuni. Lo sviluppo di questi gruppi protettivi ha permesso la sintesi di diversi prodotti naturali che non presentano gruppi funzionali compatibili per sopportare le trasformazioni chimiche standard. Sebbene la comunità dei sintetisti organici stia attualmente abbandonando l'utilizzo dei gruppi protettivi, è ancora raro che una sintesi di un prodotto naturale pubblicata su una rivista sia eseguita senza l'uso di questi strumenti.

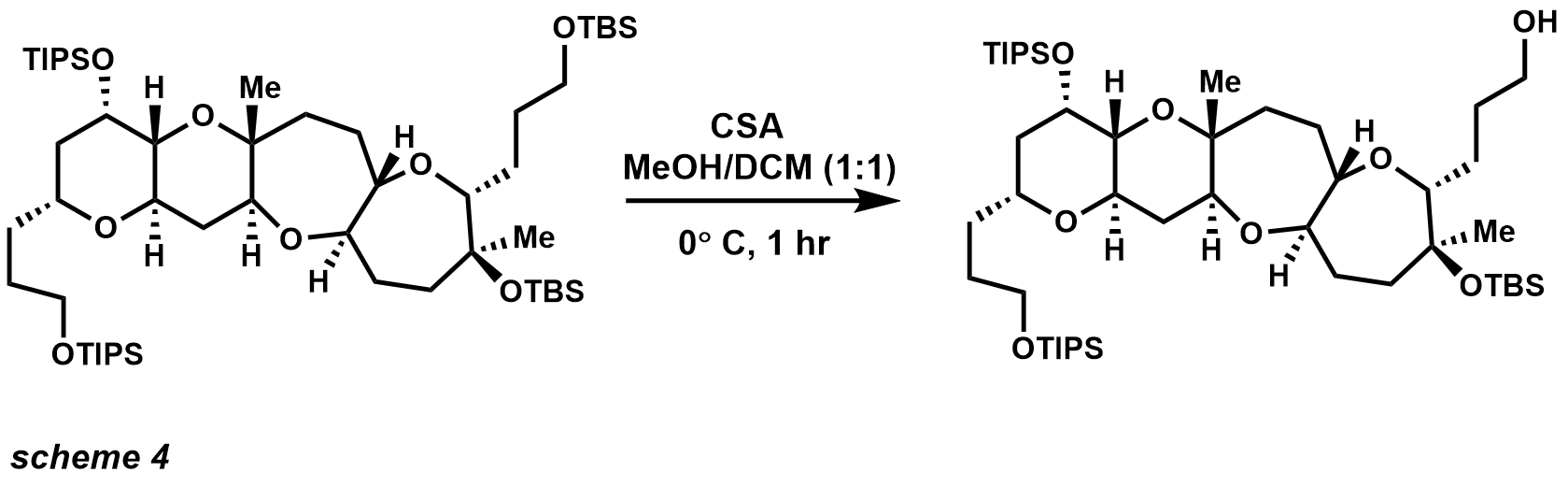
Rimozione selettiva di un tert-butildimetilsililetere primario con l'utilizzo dell'acido canforsolfonico.

A partire dal 1972, il gruppo tert-butildimetilsililetere è diventato il gruppo protettivo per il silicio maggiormente utilizzato in quanto stabile alla cromatografia, sufficientemente labile per la rimozione in condizioni basiche e acide e, soprattutto, stabile ad alcuni nucleofili del carbonio come i reattivi di Grignard e gli enolati. L'utilizzo dell'acido canforsolfonico (CSA) permette la rimozione selettiva di un tert-butildimetilsililetere primario in presenza di tert-butildimetilsilileteri terziari e di triisopropilsilileteri. Altri mezzi di deprotezione sono gli acidi di Lewis e i fluoruri.Rimozione selettiva di un tert-butildimetilsililetere primario con l'utilizzo dell'acido canforsolfonico.Anche i gruppi protettivi che utilizzano il triisopropilsililetere sono stati sperimentati da Corey e forniscono una maggiore selettività nella protezione degli alcoli primari rispetto a quelli secondari e terziari. I triisopropilsilileteri sono più stabili in condizioni acide e basiche e l'unico svantaggio rispetto ai tert-butildimetilsilileteri è che la loro deprotezione (che avviene utilizzando gli stessi mezzi) risulta essere più difficile e sono quindi necessari tempi di reazione più lunghi.

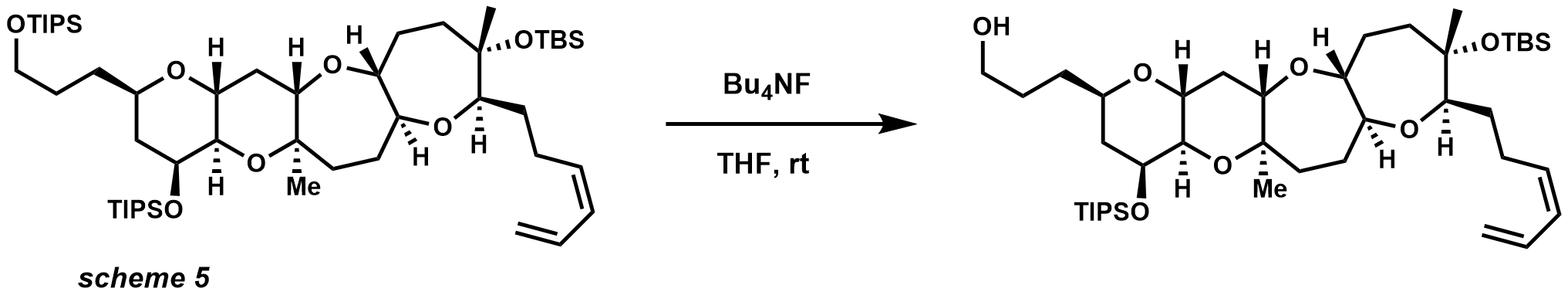
Rimozione del triisopropilsililetere primario con l'utilizzo del fluoruro di tetra-N-butilammonio.

Di solito i tert-butildimetilsilileteri sono rimossi con l'utilizzo del fluoruro di tetra-N-butilammonio (TBAF) in tetraidrofurano (THF) ma nella molecola sotto riportata tale etere è ingombrato e resiste alla deprotezione mentre il triisopropilsililetere primario viene rimosso.Rimozione del triisopropilsililetere primario con l'utilizzo del fluoruro di tetra-N-butilammonio.Il metossietossimetiletere è stato descritto per la prima volta da Corey nel 1976. Questo gruppo protettivo ha una reattività e una stabilità simile agli altri alcossimetileteri in condizioni acide. La rimozione di questi gruppi protettivi avviene generalmente in condizioni acide ma la coordinazione con alogenuri metallici innalza notevolmente la sua labilità.

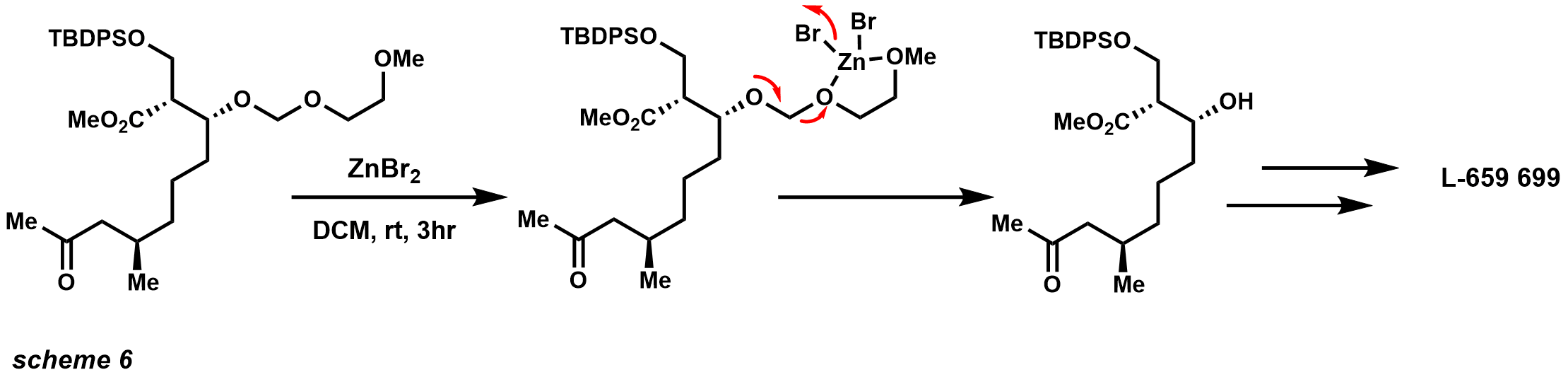
Rimozione del metossietossimetiletere mediante sua coordinazione con il bromuro di zinco.

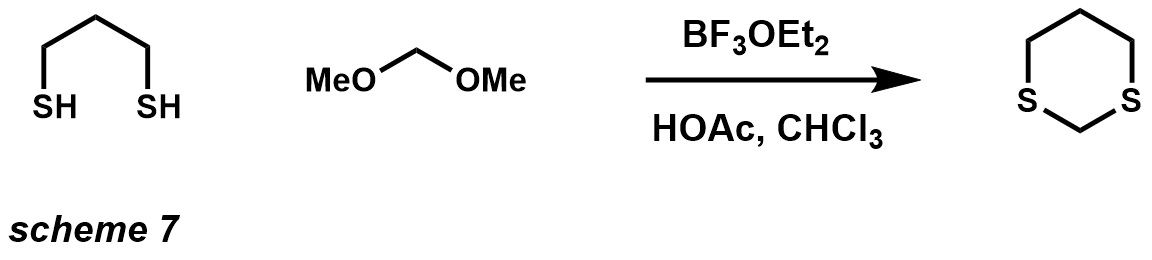
Sintesi dell'1,3-ditiano a partire dall'1,3-propanditiolo.

- Gli 1,3-ditiani sono stati sperimentati da Corey nel 1965 come una temporanea modificazione di un gruppo carbonilico nelle reazioni di spostamento e di addizione. La formazione dei ditiani può essere realizzata con un acido di Lewis o direttamente a partire da composti carbonilici.Sintesi dell'1,3-ditiano a partire dall'1,3-propanditiolo.La pKa dei ditiani è approssimativamente 30 e questo permette la deprotonazione con un alchillitio, tipicamente il n-butillitio. La reazione di ditiani e aldeidi è ora nota come reazione di Corey-Seebach. Il ditiano, una volta deprotonato, svolge la funzione di un anione acilio utilizzato per attaccare il nucleofilo entrante. Dopo la deprotezione del ditiano, di solito con ossido di mercurio(II), si osserva la produzione di un chetone da parte del ditiano "mascherato" da anione acilio. L'utilità di queste reazioni ha ampliato il campo della sintesi organica permettendo ai chimici sintetici di utilizzare l'inversione di polarità (Umpolung) nella sintesi totale. Gli 1,3-ditiani sono utilizzati anche come gruppi protettivi per i composti carbonilici.Deprotonazione di un 1,3-ditiano e addizione del dimetilossalato per l'ottenimento di un α-chetoestere nella sintesi totale dell'aplasmomicina[7].

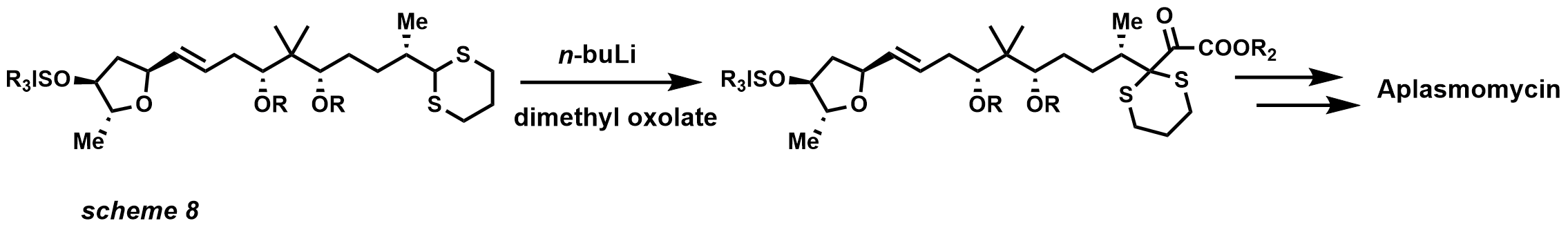
Deprotonazione di un 1,3-ditiano e addizione del dimetilossalato per l'ottenimento di un α-chetoestere nella sintesi totale dell'aplasmomicina.

- Inoltre, Corey ha avviato studi approfonditi sulla ciclizzazione delle poliolefine con meccanismo cationico nella produzione enzimatica del colesterolo a partire da semplici terpeni vegetali. Corey ha determinato i dettagli del processo di ciclizzazione studiando la sintesi biologica di steroli dallo squalene.

### Metodi
Diverse tipologie di reazioni sviluppate nel gruppo di ricerca di Corey sono diventate di uso comune nella moderna chimica organica sintetica e almeno 302 nuovi metodi sono stati messi a punto da Corey e dal suo gruppo a partire dal 1950.

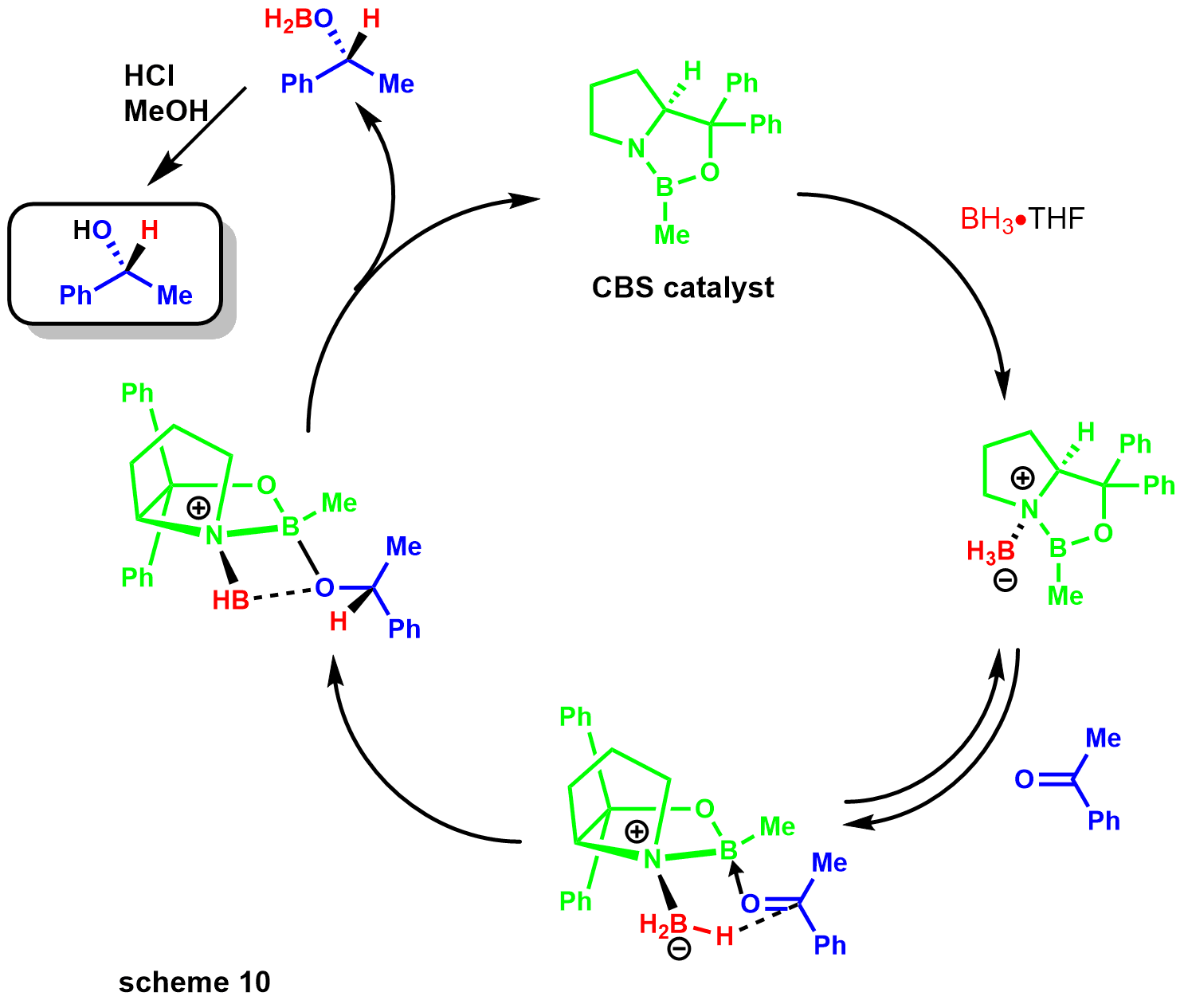
Schema di reazione della riduzione di Corey-Bakshi-Shibata.

- La riduzione di Corey-Itsuno, meglio conosciuta come riduzione di Corey-Bakshi-Shibata (CBS), è una riduzione enantioselettiva dei chetoni ad alcoli che utilizza un catalizzatore a base di ossazaborolidine e vari borani come agenti riducenti stechiometrici[8]. Il gruppo di Corey è stato il primo a dimostrare la sintesi del catalizzatore utilizzando il borano e aminoalcoli chirali. La reazione utilizza la prolina, un amminoacido chirale, e in presenza di borano porta alla formazione del catalizzatore CBS. Successivamente Corey ha dimostrato che i borani sostituiti sono più facili da preparare e molto più stabili. Il meccanismo della riduzione inizia con il borano che coordina la ossazaborolidina (catalizzatore CBS) la quale presenta un atomo di azoto leggermente basico; questo è necessario per attivare il borano come un donatore di idruri e per aumentare l'acidità secondo Lewis dell'atomo di boro interno al ciclo del catalizzatore CBS. Quest'ultimo atomo di boro coordina il chetone nel punto dove il doppietto elettronico solitario dell'ossigeno è stericamente più accessibile (ovvero dalla parte che presenta il sostituente meno ingombrante). La migrazione dell'idruro dal borano al centro elettrofilo del chetone avviene attraverso uno stato di transizione con un anello a sei termini che decorre verso la formazione di un intermedio con un anello a quattro termini e successivamente verso la formazione del prodotto e la rigenerazione del catalizzatore[9].Schema di reazione della riduzione di Corey-Bakshi-Shibata.Questa reazione è stata utilizzata anche per la sintesi di prodotti naturali. Ad esempio, Corey e i suoi collaboratori hanno sintetizzato il disidiolide attraverso una riduzione CBS enantioselettiva utilizzando un complesso borano-solfuro di dimetile[10]:

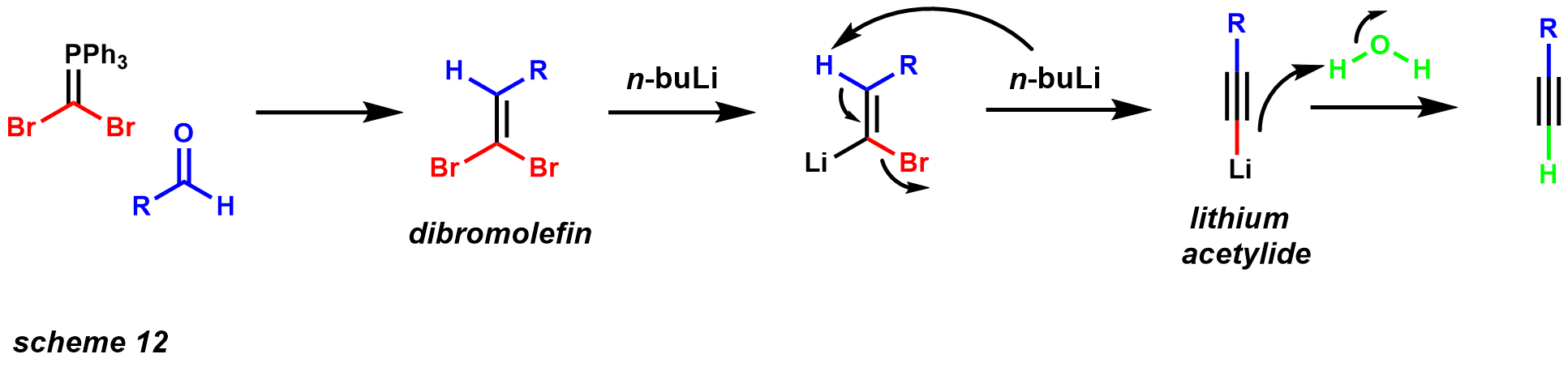
Schema di reazione della sintesi degli alchini di Corey-Fuchs.

- La sintesi degli alchini di Corey-Fuchs prevede la sintesi di alchini terminali attraverso l'omologazione di un'aldeide utilizzando trifenilfosfina e tetrabromuro di carbonio. Il meccanismo iniziale è simile a quello della reazione di Wittig per la formazione di un iluro con la trifenilfosfina e il tetrabromuro di carbonio. Facendo reagire l'iluro con il substrato aldeidico si ottiene una dibromolefina. L'aggiunta di due equivalenti di n-butillitio sia deprotona la bromolefina che sostituisce un atomo di bromo con un atomo di litio, formando un acetiluro di litio. L'alchino terminale si ottiene mediante idrolisi dell'acetiluro.Schema di reazione della sintesi degli alchini di Corey-Fuchs.Recentemente, è stata messa a punto una sintesi one-pot che fa uso di una procedura modificata[11]. Questa variante è stata utilizzata con successo nella sintesi totale del (+)-taylorione da parte del gruppo di ricerca di W. J. Kerr[12]:

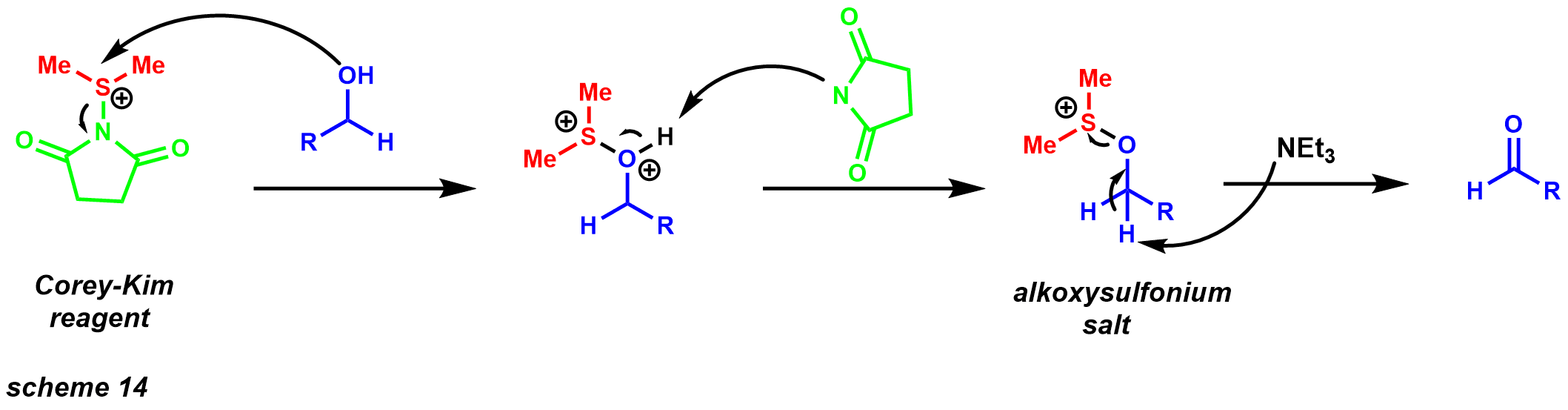
Schema di reazione dell'ossidazione di Corey-Kim.

- L'ossidazione di Corey-Kim è un metodo per la conversione degli alcoli nelle corrispondenti aldeidi e chetoni[13]. Questo processo offre un'alternativa meno tossica alle ossidazioni basate sui composti del cromo e che utilizzano il cloruro di N-clorosuccinimmidosolfonio (NCS), il solfuro di dimetile (DMS) e la trietilammina (TEA). Il reattivo di Corey-Kim si forma in situ quando il cloruro di N-clorosuccinimmidosolfonio e il solfuro di dimetile reagiscono per formare il cloruro di dimetilsuccinimmidosolfonio. Il sale di alcossisolfonio è deprotonato in posizione alfa con la trietilammina per permettere la formazione del prodotto ossidato.Schema di reazione dell'ossidazione di Corey-Kim.La reazione tollera molti gruppi funzionali diversi ma gli alcoli allilici e benzilici sono tipicamente trasformati nei corrispondenti cloruri allilici e benzilici. La sua applicazione nella sintesi è basata sulle condizioni di reazione richieste che sono blande e sul fatto che i reagenti siano compatibili con molti gruppi funzionali e gruppi protettivi. Nella sintesi totale dell'ingenolo, Kuwajima e il suo gruppo hanno sfruttato l'ossidazione di Corey-Kim per ossidare selettivamente l'alcol secondario meno impedito[14]:
- L'olefinazione di Corey-Winter è una trasformazione stereospecifica dei 1,2-dioli ad alcheni che coinvolge un diolo come substrato, il tiocarbonildiimidazolo e un eccesso di trialchilfosfito[15]. Il meccanismo esatto della reazione non è noto ma tra tutti quelli possibili si è giunti a selezionarne due tra quelli più probabili[16]. In particolare, la reazione tra il tiocarbonato e il trialchilfosfito può avvenire sia attraverso la formazione di un iluro del fosforo che attraverso un intermedio carbenoide. Tuttavia, la reazione è stereospecifica per la maggior parte dei substrati a meno che il prodotto non porti a una struttura con forti stress angolari e sterici. La formazione di alcheni trans stericamente impediti presenti in anelli a sette membri è stata tentata da Corey e dai suoi collaboratori senza successo. Alcheni stereospecifici sono presenti in diversi composti naturali e per tale motivo questo metodo è utilizzato per produrre una serie di substrati complessi. Il gruppo di ricerca di T. K. M. Shing ha sfruttato questa olefinazione per sintetizzare i (+)-boesenossido[17]:
- La reazione di Diels-Alder enantioselettiva di Corey-Bakshi-Shibata è stata sviluppata basandosi sui principi della riduzione enantioselettiva di Corey-Bakshi-Shibata, in quanto il catalizzatore CBS si è dimostrato essere molto versatile per una serie di trasformazioni sintetiche molto importanti. L'utilizzo di un acido di Lewis chirale come catalizzatore CBS permette di utilizzare una vasta gamma di enoni insaturi come substrati. La reazione probabilmente procede attraverso la formazione di un anello a sei termini in uno stato di pre-transizione altamente organizzato per fornire prodotti altamente enantioricchi[18].Questo stato di transizione probabilmente si forma a causa di un impilamento (pi-stacking) favorevole con il sostituente fenile[19]. L'enantioselettività del processo è facilitata dal diene che avvicina il dienofilo dalla parte opposta del sostituente fenile. La reazione di Diels-Alder è una delle più potenti trasformazioni utilizzate nella sintesi chimica, in particolare viene utilizzata per formare anelli a sei termini nella sintesi di prodotti naturali come nel caso dell'acido gibberellico[20]:

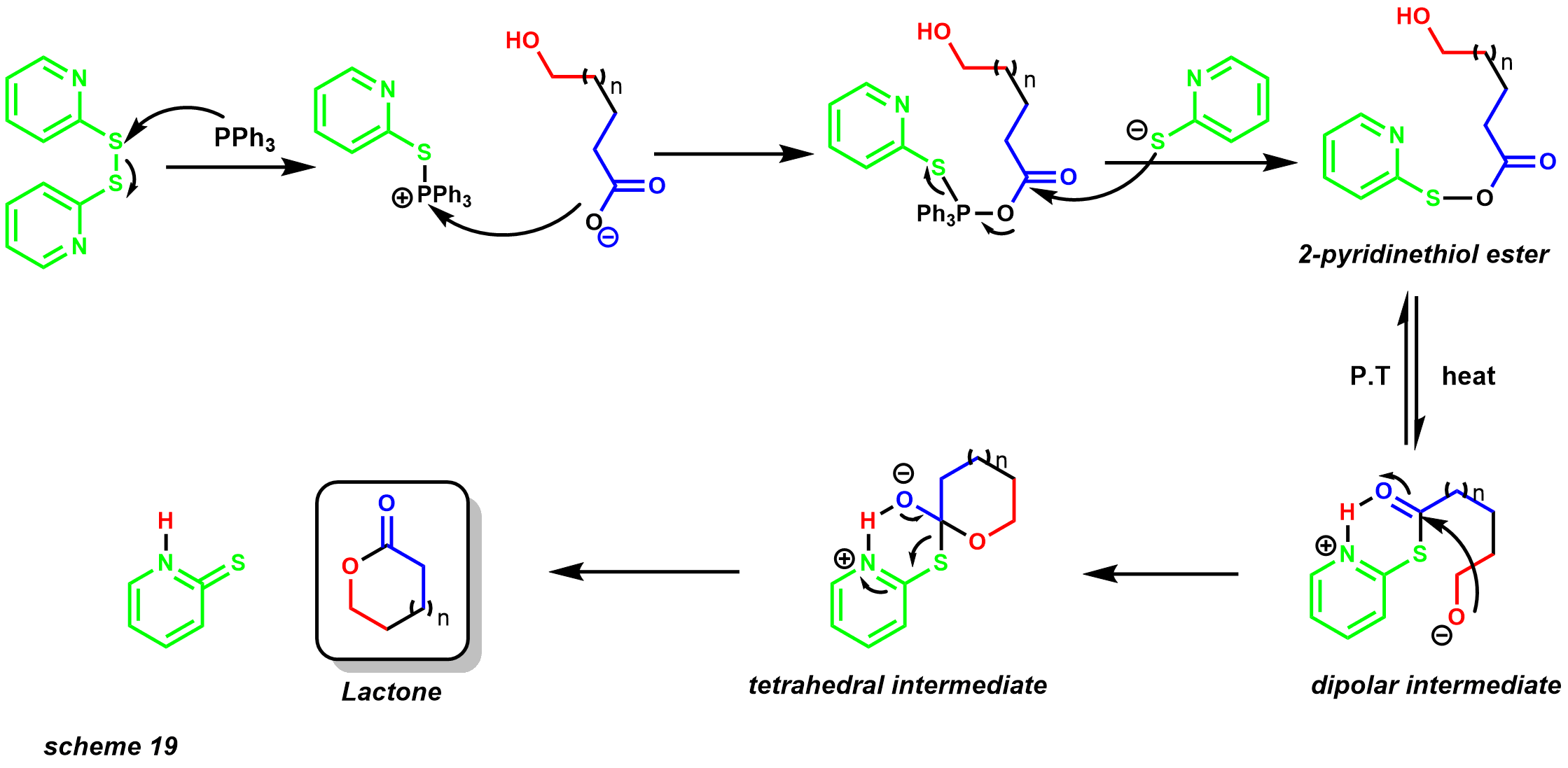
Schema di reazione della macrolattonizzazione di Corey-Nicolaou.

- La macrolattonizzazione di Corey-Nicolaou è il primo metodo per produrre lattoni di medie e grandi dimensioni[21]. In precedenza, la lattonizzazione intermolecolare sfavoriva notevolmente quella intramolecolare anche a basse concentrazioni. Un grande vantaggio di questa reazione è che l'ambiente di reazione in cui si effettua è neutro e quindi consente la presenza di gruppi funzionali sensibili agli acidi o alle basi. Ad oggi sono stati sintetizzati con successo utilizzando questo metodo anelli da 7 a 48 membri[22].Schema di reazione della macrolattonizzazione di Corey-Nicolaou.La reazione avviene in presenza del disolfuro di 2,2'-dipiridile e di trifenilfosfina. La reazione viene in genere fatta avvenire a riflusso in un solvente non polare come ad esempio il benzene. Il meccanismo della reazione ha inizio con la formazione del 2-piridintiolestere. Il trasferimento protonico fornisce un intermedio dipolare nel quale l'alcossido nucleofilo attacca il centro carbonilico elettrofilo portando alla formazione di un intermedio tetraedrico che a sua volta produce il macrolattone. Uno dei primi esempi di utilizzo di questo metodo è stata la sintesi totale dello zearalenone[23]:.

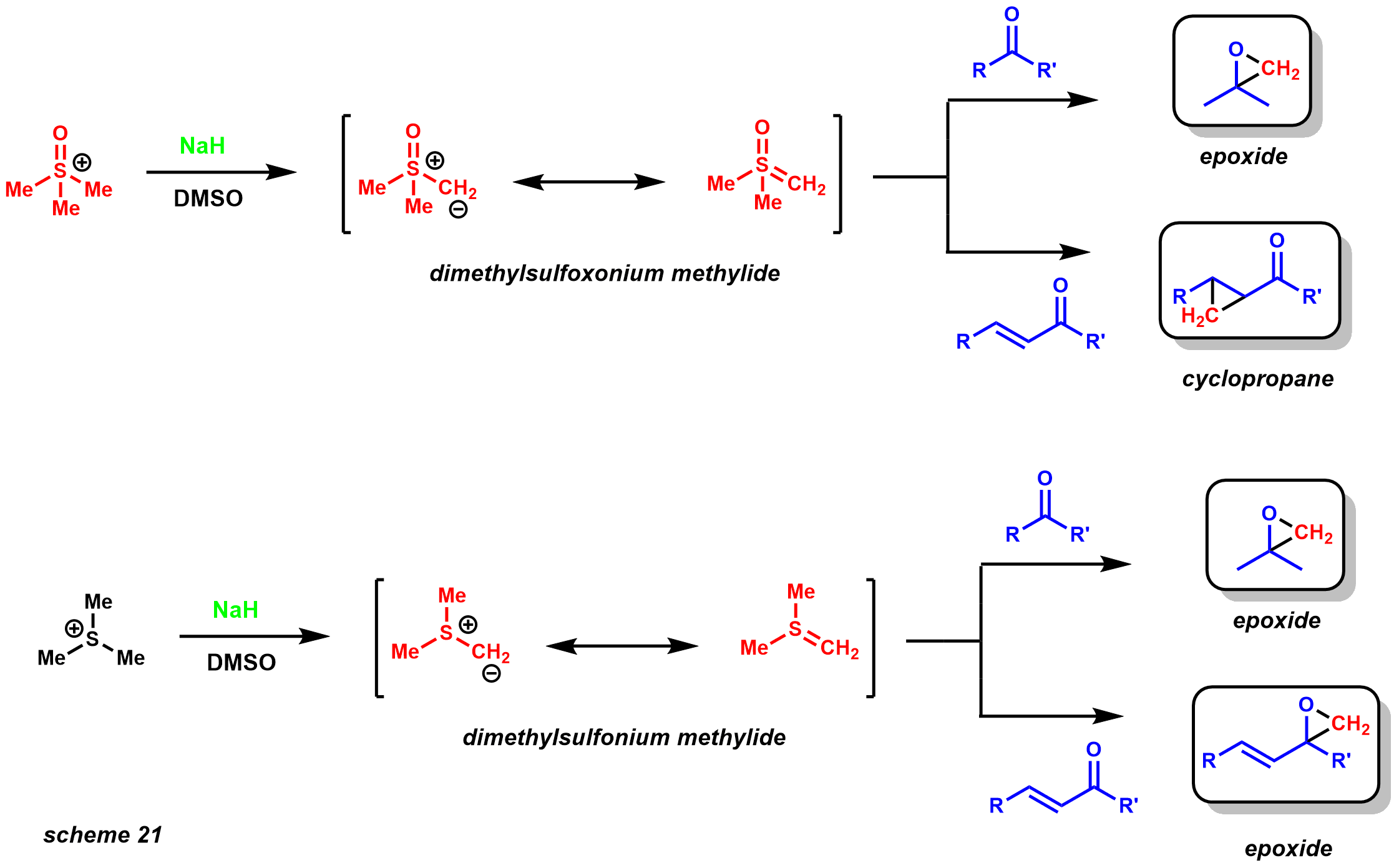
I diversi prodotti della reazione di Johnson-Corey-Chaykovsky in base all'ilide prodotta.

- La reazione di Johnson-Corey-Chaykovsky è utile nella sintesi di epossidi e ciclopropani. La reazione forma in situ un'ilide dello zolfo che reagisce con enoni, chetoni, aldeidi e immine per formare i corrispondenti epossidi, ciclopropani e aziridine. Sono state utilizzate due varianti dell'ilide che danno diversi prodotti chemioselettivi[24]. La dimetilsolfossometilidide produce epossidi a partire dai chetoni e ciclopropani a partire da enoni. La dimetilsolfoniometililide trasforma i chetoni e gli enoni negli epossidi corrispondenti. La dimetilsolfoniometilidide è molto più reattiva e meno stabile rispetto alla dimetilsolfossoniometilidide e per questo motivo viene prodotta a basse temperature.I diversi prodotti della reazione di Johnson-Corey-Chaykovsky in base all'ilide prodotta.Un altro vantaggio di queste due varianti dell'ilide è che cineticamente forniscono una differenza nella diastereoselettività. La reazione è nota e sono state ottenute anche delle varianti enantioselettive (catalitiche e stechiometriche). Dal punto di vista dell'analisi retrosintetica, questa reazione fornisce una ragionevole alternativa alle reazioni di epossidazione convenzionali con gli alcheni. Danishefesky ha utilizzato questo metodo per la sintesi del tassolo[25]. La diasteroselettività è raggiunta attraverso le interazioni 1,3 dello stato di transizione che sono necessarie per la chiusura dell'epossido.

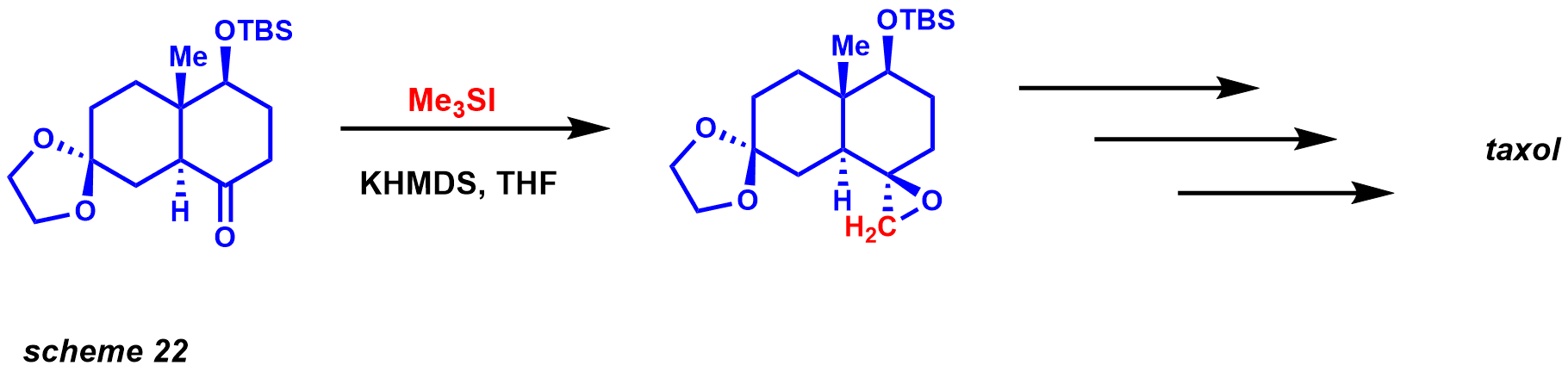

### Sintesi totali
Corey e il suo gruppo di ricerca hanno sintetizzato almeno 265 molecole a partire dal 1950. Le sintesi totali di diverse prostaglandine risalenti al 1969 sono considerati dei classici della sintesi chimica. In particolare, la sintesi della prostaglandina F2α presenta diverse sfide sintetiche. La presenza di olefine sia cis che trans così come cinque carboni asimmetrici rende la questa molecola una sfida topologica per un chimico organico. L'analisi retrosintetica effettuata da Corey ha delineato alcune disconnessioni chiave che portano a precursori semplificati. La semplificazione molecolare ha inizio disconnettendo entrambe le catene carboniose con una reazione di Wittig e una reazione di Horner-Wadsworth-Emmons. La reazione di Wittig porta alla formazione del prodotto cis mentre la reazione di Horner-Wadsworth-Emmons produce l'olefina trans.

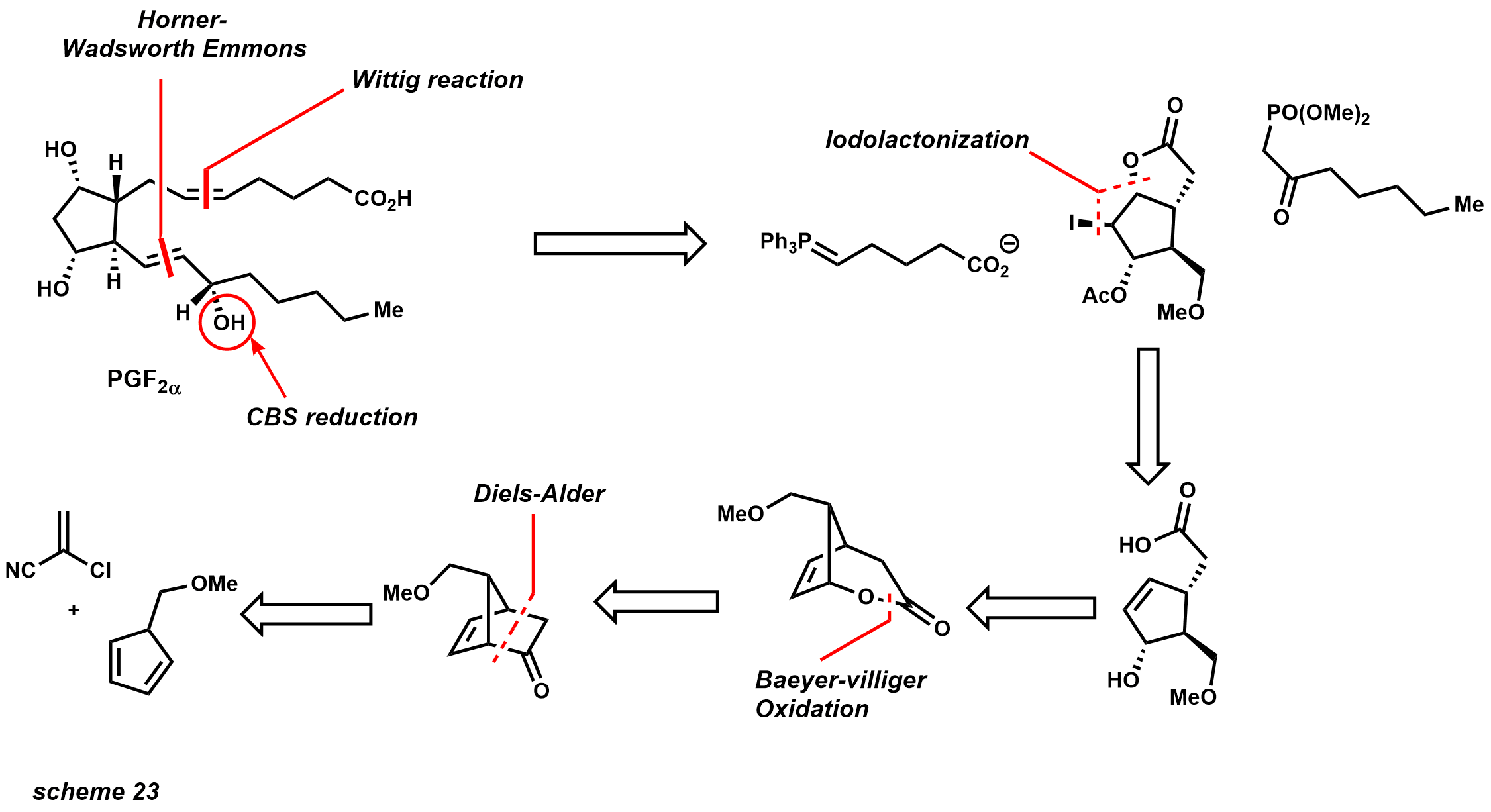
Analisi retrosintetica della prostaglandina F_{2α}.

Tuttavia, anni dopo Corey e collaboratori sono riusciti a utilizzare la riduzione di Corey-Bakshi-Shibata. Un esempio di utilizzo di questo metodo si ha nella sintesi di una prostaglandina in cui un intermedio è stato ottenuto in una miscela 9:1 del diastereoisomero desiderato.

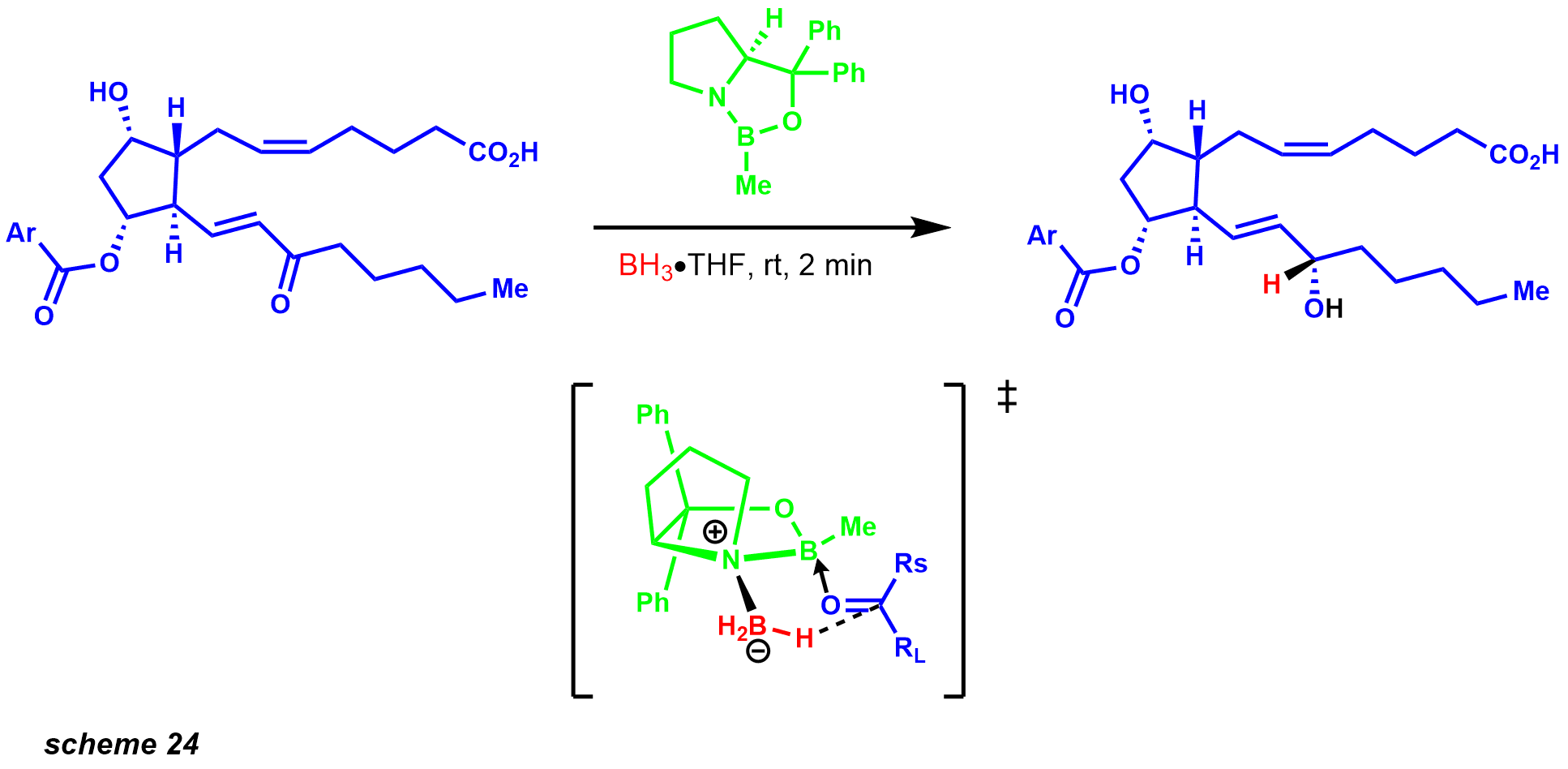

La iodolattonizzazione permette ad un alcool allilico di formare un intermedio fondamentale di Baeyer-Villiger. Questa ossidazione inserisce regioselettivamente un atomo di ossigeno tra il chetone e il sito maggiormente elettron-ricco. L'intermedio porta direttamente a una conversione verso l'obiettivo strutturale che fornisce lo scheletro carbonioso per l'anello del ciclopentano funzionalizzato. Più tardi, Corey ha sviluppato una reazione di Diels-Alder asimmetrica che sfrutta una ossazoborolidina chirale, semplificando notevolmente il percorso sintetico per la produzione di prostaglandine.
Altre sintesi totali importanti sono il longifolene, il ginkgolide A e B, la lactacistina, il miroestrolo, la trabectedina e la salinosporammide A.

### Pubblicazioni
Corey ha al suo attivo più di 1100 pubblicazioni. Nel 2002, l'American Chemical Society (ACS) lo ha riconosciuto come "Autore più citato nel campo della Chimica" e nel 2007 ha ricevuto un premio dall'ACS Publications Division ed è inserito tra le prime posizione nella classifica (basata sull'Indice H) dei chimici con maggior impatto sulla ricerca (h-Index 140).
I libri ai quali ha contribuito includono:
- Elias James Corey e Laszlo Kurti, Enantioselective Chemical Synthesis: Methods, Logic, and Practice, Direct Book Publishing LLC, 2010.
- Elias James Corey e Xue-Min Cheng, The Logic of Chemical Synthesis, Wiley-Interscience, 1995.
- Elias James Corey, Barbara Czako e Laszlo Kurti, Molecules and Medicine, John Wiley & Sons, 2008.
- Name reactions in heterocyclic chemistry, a cura di Jie-Jack Li e Elias James Corey, Wiley-Interscience, 2005.
- Name reactions for functional group transformations, a cura di Jie-Jack Li e Elias James Corey, Wiley-Interscience, 2007.

## Suicidio di Jason Altom
Nel 1998, il suicidio di Jason Altom, uno degli studenti di dottorato che svolgevano la propria attività di ricerca sotto la supervisione di Corey, ha provocato molte polemiche a causa del fatto che Altom ha esplicitamente accusato il suo relatore della sua morte. Infatti, nella lettera di addio, Altom ha scritto che una delle ragioni per cui ha scelto di farla finita sono i supervisori che con il loro comportamento stressano psicologicamente gli studenti. In tale lettera, Altom propone alcune istruzioni su come riformare e migliorare il rapporto tra gli studenti e i loro supervisori.
Corey, che inizialmente è profondamente devastato e disorientato per la morte del giovane, in seguito afferma che "quella lettera non ha senso. Nell'ultimo periodo [della sua vita], Jason doveva essere delirante o quanto più irrazionale", che non ha mai messo in discussione i contributi intellettuali di Altom e che: "Ho fatto del mio meglio per guidare Jason così come una guida alpina avrebbe guidato qualcuno a scalare una montagna. Ho fatto del mio meglio ad ogni passo del cammino. La mia coscienza è pulita. Tutto ciò che Jason ha fatto [dal punto di vista della ricerca], è scaturito dal nostro rapporto. Non abbiamo mai avuto il minimo disaccordo".
In seguito al suicidio, il Dipartimento di Chimica dell'Università di Harvard, ha accettato una proposta che permette agli studenti universitari di chiedere due docenti supplementari che hanno il compito di fornire consigli nella preparazione della tesi.
L'American Foundation for Suidide Prevention (AFSP) ha citato l'articolo del New York Times riportante la notizia del suicidio come esempio di relazioni problematiche e ha affermato che Corey è stato ingiustamente chiamato in causa come capro espiatorio. Secondo il Boston Globe, la lettera di addio di Altom esprimeva timore perché riteneva che le sue speranze di carriera fossero condannate ma lo stesso quotidiano ha anche citato studenti e professori che affermavano che il supporto di Corey alla sua attività non è mai venuto meno.

## Membri del gruppo di ricerca
Al 2010, circa 700 persone hanno fatto parte dei vari gruppi di ricerca supervisionati da Corey e tra queste circa 150 sono attualmente professori universitari. Nel luglio del 2008, in occasione del suo ottantesimo compleanno, è stato creato un database riportante i nomi e la posizione ricoperta di 580 suoi allievi a partire dal 1950.

## Regole di Woodward-Hoffmann
Con il discorso tenuto in seguito al conferimento della Medaglia Priestley nel 2004, Corey dà inizio a una controversia in quanto afferma che sarebbe stato lui ad aver dato il suggerimento a Robert Burns Woodward che poi sarebbe risultato essere determinante nella formulazione delle regole di Woodward-Hoffmann:
"Il 4 maggio 1964 suggerii al mio collega R. B. Woodward una semplice spiegazione che coinvolgeva la simmetria degli orbitali molecolari (HOMO) perturbati per le conversioni stereoselettive del ciclobutene a 1,3-butadiene e del 1,3,5-esatriene a cicloesadiene che fornì le basi per l'ulteriore sviluppo di queste idee verso quelle che sono diventate meglio note come le regole di Woodward-Hoffmann".
Questa è la prima dichiarazione pubblica di Corey in cui afferma che a partire dal 5 maggio 1964, Woodward ha proposto l'ipotesi di Corey come derivante da un proprio ragionamento senza citare il collega. Corey afferma che ha più volte discusso in privato con Roald Hoffmann riguardo l'attribuzione del suggerimento e che ha deciso di rendere pubblico il fatto "affinché la memoria storica fosse corretta".
Hoffmann, attraverso la rivista Angewandte Chemie, ha replicato riportando stralci di varie lettere tra cui una del 29 aprile 1984 in cui Corey afferma che non ha mai reso di dominio pubblico la vicenda quando Woodward era ancora in vita perché temeva che tale controversia avrebbe arrecato danno ad Harvard (dove sia Corey che Woodward lavoravano) e che lui mai ha "preso in considerazione di fare alcunché contro Harvard, alla quale ero e sono molto grato". In un'altra lettera risalente al 2 novembre 1981, Corey ha affermato: "speravo che Bob [Woodward] stesso lo avrebbe fatto [reso pubblica la vicenda] quando sarebbe diventato più anziano, riguardoso e sensibile alla propria coscienza", cosa resa impossibile dall'improvvisa morte per attacco cardiaco di Woodward nel 1979.

## Riconoscimenti
E. J. Corey ha ricevuto più di 40 importanti premi, tra cui il premio Linus Pauling (nel 1973), la Medaglia Franklin (1978), il premio Tetrahedron (1983), il premio Wolf per la chimica (1986), la National Medal of Science (1988), il Premio Giappone (1989), il premio Nobel per la chimica (1990), il Roger Adams Award (1993) e la medaglia Priestley (2004). È stato inserito nella Hall of Fame della confraternita Alpha Chi Sigma nel 1998.
All'anno 2008, gli sono state conferite 19 lauree ad honorem da diverse università di tutto il mondo, tra cui l'Università di Oxford, l'Università di Cambridge e dalla National Chung Cheng University di Taiwan. Nel 2013 è stato inaugurato un centro di ricerca biomedica a lui intitolato ("E. J. Corey Institute of Biomedical Research", CIBR) a Jiangyin, in Cina.